# Гёбекли-Тепе
Гёбекли́-Тепе́ (тур. Göbekli Tepe «пузатый холм», «холм — пуп», курд. Xirabreşk / Girê Mirazan «холм желаний») — археологический памятник эпохи докерамического неолита, мегалитический культовый комплекс, расположенный в 8 километрах к северо-востоку от города Шанлыурфа, в 2,5 километрах от деревни Оренджик ила Шанлыурфа в регионе Юго-Восточная Анатолия (Турция).
Является древнейшим из крупных мегалитических сооружений в мире. Его возраст оценивается до 12 000 лет, ориентировочно датируется по меньшей мере 9-м тысячелетием до нашей эры, согласно геомагнитным исследованиям, проведённым в 2003 году. Представляет собой сооружения круглой формы (концентрические окружности), число которых доходит до 20. Поверхность некоторых колонн покрыта рельефами. Долгое время (9,5 тысяч лет) был скрыт под холмом Гёбекли-Тепе высотой около 15 метров и диаметром около 300 метров. Археологические находки в Гёбекли-Тепе и Невалы-Чори революционным образом изменили представления о раннем неолите Ближнего Востока и Евразии в целом.

## Открытие
Гёбекли-Тепе был уже в начале 1960-х годов известен археологам, но его истинная значимость долго оставалась неясной. Американский археолог Петер Бенедикт (англ. Peter Benedict) предполагал, что под ним находится кладбище византийской эпохи. С 1994 года раскопки и исследования проводятся стамбульским отделением Германского археологического института в сотрудничестве с музеем Шанлыурфы (Şanlıurfa) под руководством Клауса Шмидта. Шмидт уже по виду камней, найденных на поверхности, определил, что это стоянка каменного века. Задолго до начала раскопок холм использовался местными земледельцами, которые вытаскивали мешающие им каменные блоки и складывали их в кучи или засыпали слоями земли. Археологи установили, что известный холм не мог образоваться естественным путём, и вскоре обнаружили среди камней Т-образные колонны со следами стёсанных рисунков.

## Храмовый комплекс
Скульптура животного на одной из Т-образных колонн.

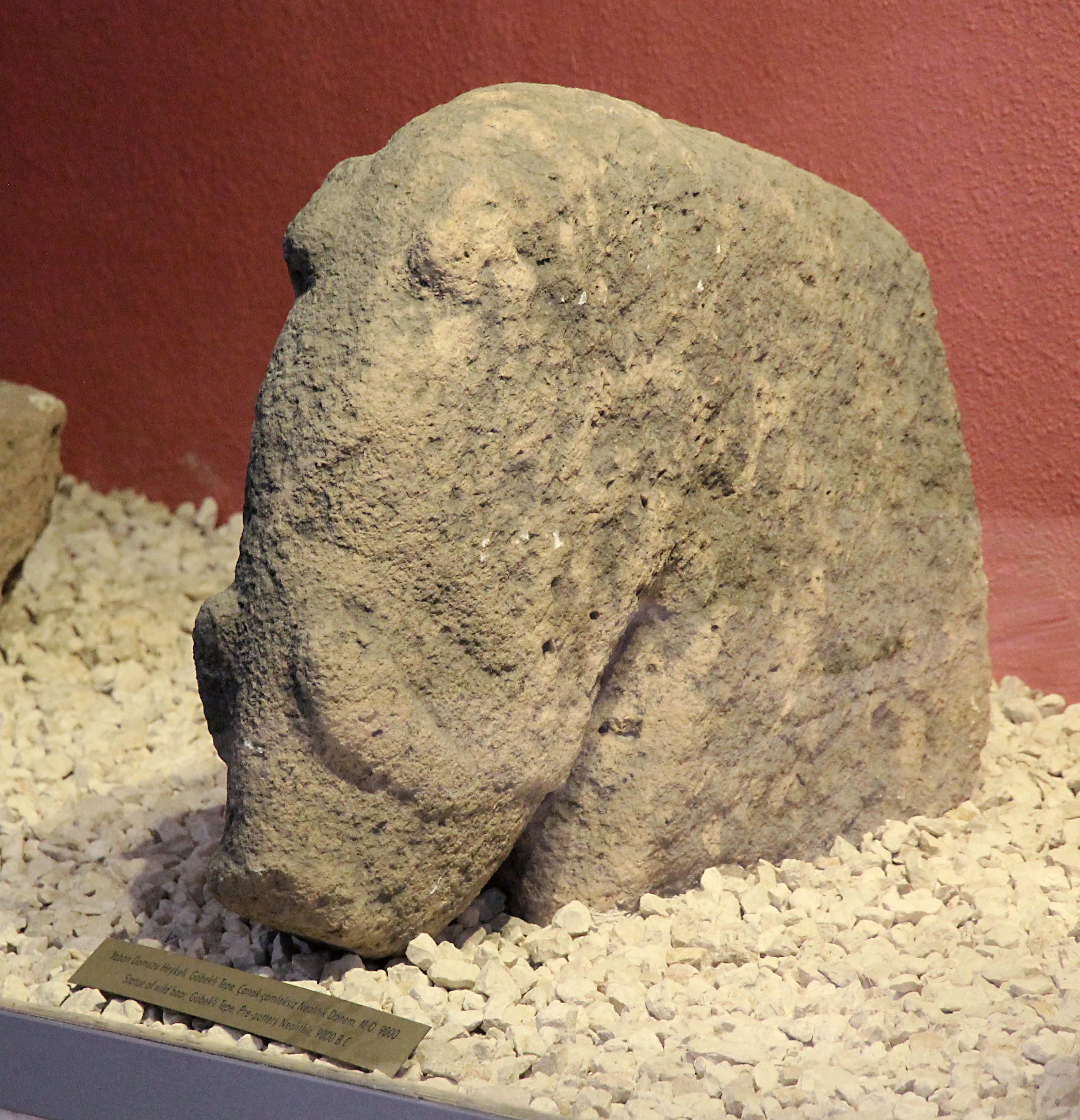
Статуя кабана

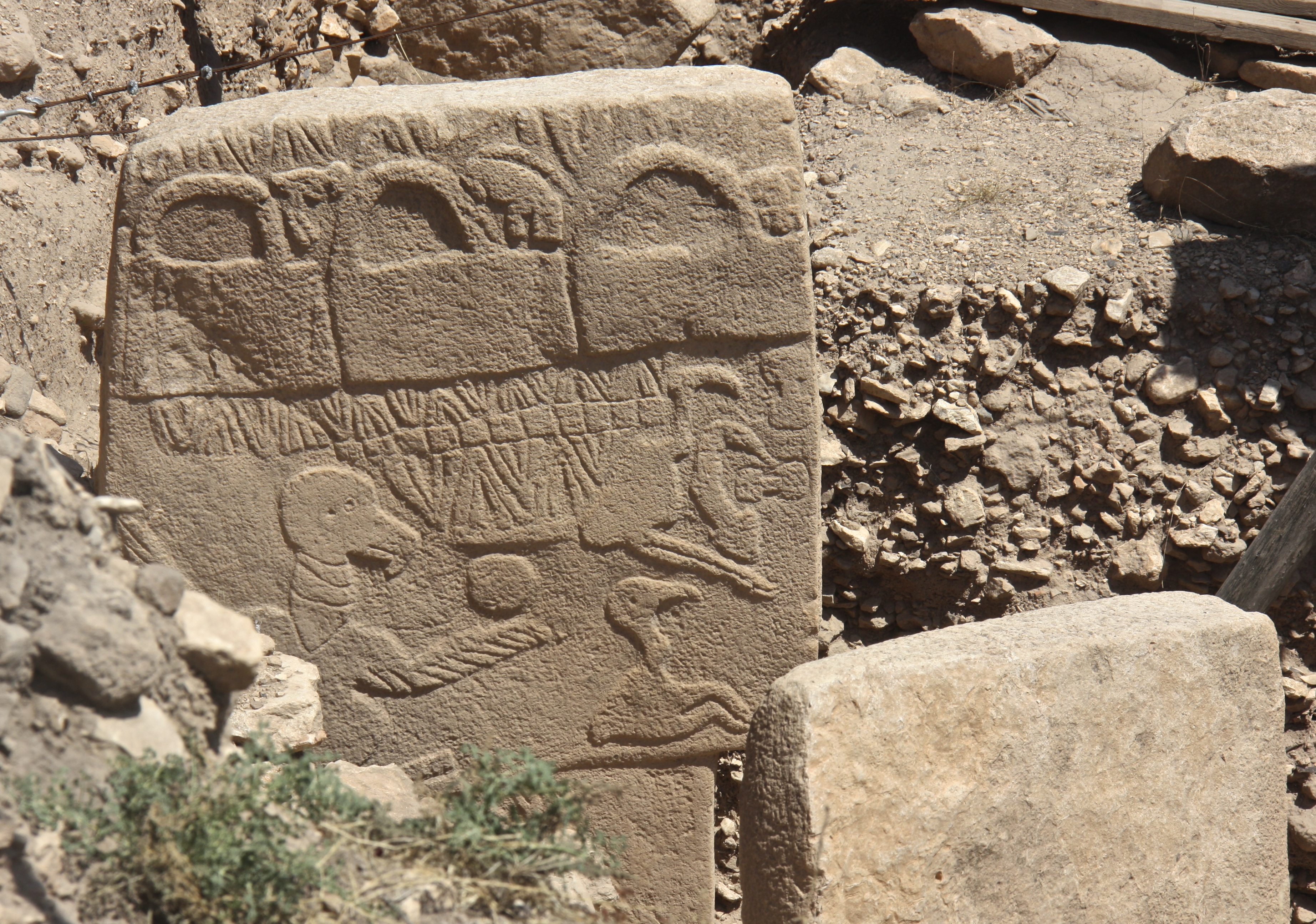
Пиктограмма известная как «Камень Стервятника»

На сегодняшний день храмы Гёбекли-Тепе представляют собой древнейшие культовые сооружения. Их строительство началось ещё в мезолите и продолжалось несколько тысяч лет.
Археологический комплекс состоит из трёх основных слоёв, которые относятся к эпохе неолита. Древнейшим является слой III, относящийся к культуре докерамического неолита А (PPNA). В этом слое найдены монолитные колонны до 3 м в высоту, соединённые стенами из необработанного камня в округлую или овальную в плане постройку. Аналогичные колонны располагались в центре сооружения. В постройке были обнаружены полы из обожжённого известняка, низкие каменные скамьи вдоль стен, скульптуры кабанов и лис. Всего вскрыто четыре таких сооружения диаметром от 10 до 30 м. По данным геофизических исследований, в недрах холма скрыто ещё 16 таких сооружений. Камень добывали поблизости, выламывая его при помощи каменных клиньев. В каменоломнях найдено несколько незаконченных колонн, длина которых достигала 9 м.
Слой II соответствует периоду докерамического неолита B (PPNB) (7500—6000 лет до н. э.). В эту эпоху над засыпанными древнейшими сооружениями были построены четырёхугольные залы с полами из полированного известняка. Верхние слои повреждены выветриванием и позднейшим земледелием.
Колонны храмов украшены резьбой по камню в виде животных и абстрактных пиктограмм. Они не могут быть системой письма, но отражают общеупотребительные сакральные символы своей культуры, известные и для других неолитических культур.
Среди узнаваемых изображений — быки, кабаны, лисы, львы, газели, змеи и крокодил, муравьи, скорпионы, пауки, птицы, чаще всего грифы и утки.
Изображения грифов связывают с особенностью местного культа; предполагается, что мертвых не хоронили, а оставляли на съедение грифам (позже это было принято у огнепоклонников), а их головы отделяли от туловища и хранили как предмет культа предков (как в предшествующей натуфийской культуре). Изображений человека немного, среди них — изображение обезглавленного тела, окружённого грифами. На Т-образных колоннах имеются также изображения рук, возможно, обозначающих людей.
В храмах найдено множество кремнёвых артефактов (преимущественно наконечники стрел и скребла), а также кости животных. Предполагается, что храмовый комплекс был объектом паломничества для людей, обитавших за сотни километров от него. Здесь происходили ритуальные действа и, возможно, жертвоприношения. Тем не менее, при храме постоянно жило некоторое количество служителей культа.
Хотя комплекс относится по большей части к культуре докерамического неолита, в его древнейших слоях не найдено следов одомашненных животных или растений. По-видимому, начинали его строительство еще мезолитические охотники-собиратели. Вместе с тем, завершали строительство комплекса люди, уже освоившие земледелие. Предполагается, что культ Гёбекли-Тепе играл ключевую роль в возникновении земледелия. Примечательно, что на горе Караджадаг (Karacadağ) в 30 км от Гёбекли-Тепе произрастает дикий подвид пшеницы, от которого по данным генетических исследований происходит одомашненная пшеница.
По мнению психолога архитектуры Коллина Элларда, строительство комплекса преследовало не утилитарные, а магические цели. Эллард считает, что на колоннах были вырезаны изображения тотемов, целью которых было преодоление страха смерти. Согласно другой версии, Гёбекли-Тепе был задуман как место исцеления от болезней. Также высказываются предположения, что сооружения Гёбекли-Тепе являются не храмовым комплексом, а обсерваторией.
На колонне храма был обнаружен древнейший в мире календарь возрастом около 12 тысяч лет. На нём изображены символы, представляющие 365 дней в году, 12 лунных месяцев и 11 дополнительных дней, а также символы Солнца, созвездия Скорпиона и осеннего созвездия Змееносца. В найденном календаре даты записывались на основе прецессии, т. е. колебания земной оси, которое влияет на движение созвездий по небу. Ранее считалось, что этот метод начали использовать в Древней Греции в 150 году до нашей эры.

## Хронологический контекст
Все заключения относительно храмового комплекса Гёбекли-Тепе пока носят предварительный характер, так как раскопки ведутся лишь на 5% его территории. Археологи считают, что исследования будут продолжаться ещё около 50 лет. Руководитель раскопок Клаус Шмидт предполагал оставить большую часть комплекса нетронутым, сохранив его учёным будущих поколений (когда археологические методы, предположительно, должны стать более совершенными).
Датировка исследованной части относит конец слоя III к IX тысячелетию до н. э., а его начало — к X тысячелетию до н. э. или ранее. Слой II относится к VIII—IX тысячелетиям до н. э.
Поскольку комплекс появился ещё до начала неолитической революции, происхождение в данном регионе земледелия и скотоводства следует, по-видимому, отнести к эпохе после 9 тыс. лет до н. э. В то же время постройка столь грандиозного сооружения требовала усилий большого количества людей и определённой социальной организации. Для мезолита это нехарактерно. По приблизительным оценкам, для изготовления и доставки колонн массой 10—20 т от каменоломни до постройки, которые разделяют до 500 м, при отсутствии тягловых животных требовались усилия около 500 человек. Некоторые колонны весят до 50 т, поэтому для их перемещения людей нужно было ещё больше. Предполагают даже, что на таких работах использовали рабский труд, что также нехарактерно для сообществ охотников и собирателей. Такие работы требовали планомерных усилий и наличия социальной иерархии, в которой многие люди были подчинены одному религиозному или военному лидеру, и религиозный лидер должен был затем контролировать проведение ритуалов. В таком случае, само существование храмового комплекса в столь далёкую историческую эпоху свидетельствует о социальном расслоении на очень раннем этапе развития неолитической культуры.
В начале VIII тысячелетия до н. э. храмовый комплекс Гёбекли-Тепе утратил прежнее значение. Но он не был просто покинут и забыт, чтобы постепенно разрушиться в результате естественного выветривания. Он был намеренно засыпан 300—500 м³ земли. Кем и почему это было сделано, неизвестно.
С точки зрения Гамкрелидзе и Иванова место было родиной всех ранних индоевропейских народов, однако это оспаривали ряд учёных, в частности Мэллори. К этой точке зрения близка Армянская гипотеза, а также Анатолийская гипотеза — которая центр иррадиации индоевропейских языков отодвигает на запад Анатолии.

## Исследования
В 2010 году с места раскопок была украдена стела с рельефами человеческой головы в верхней части и животного в нижней. После этого происшествия вход посторонних на место раскопок стал ограничен. После завершения строительства здания музея, оснащённого всеми современными технологиями, памятник был открыт для посещения туристами, теперь уже за плату.
Существует гипотеза, что строительство комплекса могло быть связано с открытием природного цемента и бетона на его основе.
В 2017 году исследователи из Эдинбургского университета сообщили, что проанализировали символы на колоннах храмового комплекса Гёбекли-Тепе. Предположив, что рисунки означают положение небесных тел, и сопоставив их с картой созвездий того времени, они пришли к выводу, что около 10950 года до нашей эры на Землю могла упасть комета. По их мнению, изображение человека без головы может указывать на многочисленные жертвы этой катастрофы. Последовавший за этим период с конца 11-го до конца 10-го тысячелетия до нашей эры, так называемый поздний дриас, был отмечен резким похолоданием.